# Acrapex exsanguis
Acrapex exsanguis là một loài bướm đêm trong họ Noctuidae.